# Origo
«Origo» — пісня Йоці Папої для конкурсу  Євробачення 2017 в Києві, Україна. Була виконана у другому півфіналі Євробачення, 11 травня, та пройшла до фіналу. У фіналі, 13 травня, була виконана під номером 8, за результатами голосування отримала від телеглядачів та професійного журі 200 балів, посівши 8 місце.

## Список композицій
| Digital download | Digital download | Digital download |
| #                | Назва            | Тривалість       |
| ---------------- | ---------------- | ---------------- |
| 1.               | «Origo»          | 3:23             |